# Alain Baxter
Pour les articles homonymes, voir Baxter.
Alain Baxter, né le 26 décembre 1973 à Édimbourg, est un skieur alpin britannique.

## Biographie
Connu comme The Highlander, il fait partie d'une famille de sportifs, son frère Noel Baxter, étant aussi skieur alpin et sa cousine Lesley McKenna étant snowboardeuse. Son prénom vient du skieur français Alain Penz.
Il commence à skier à l'âge de deux ans et entre dans l'équipe nationale à l'âge de 16 ans et court son premier championnat du monde junior en 1991. Alain Baxter fait ses débuts dans la Coupe du monde en 1996 au slalom géant de Hinterstoder et participe aux Championnats du monde dans la Sierra Nevada peu après, où il atteint la 26e position au slalom géant. Il est sélectionné pour les Jeux olympiques de Nagano en 1998, pour finir 31e du slalom. Finalement, il doit attendre la saison 2000-2001 pour émerger dans la Coupe du monde avec ses premières deuxièmes manches en slalom, qui aboutissent avec quatre résultats dans le top dix : neuvième, huitième, septième et enfin quatrième sur la piste d'Åre, soit le meilleur résultat de sa carrière.
Il fait sensation aux Jeux olympiques d'hiver de 2002 de Salt Lake City en remportant la médaille de bronze du slalom, profitant des conditions météorologiques, soit la première médaille de l'histoire du ski alpin britannique, avant d'être déclassé pour un contrôle antidopage positif et de perdre la médaille au profit de Benjamin Raich. Ce contrôle positif à la méthamphétamine est dû à la composition de son inhalateur Vicks acheté aux États-Unis, différente de l'inhalateur vendu en Grande-Bretagne. Il participe aussi aux Jeux olympiques d'hiver de 2006 a Turin, où il conclut le slalom au seizième rang. Dans la Coupe du monde, il ne peut égaler ses performances de 2000-2001, pour réaliser au mieux deux onzièmes places en 2003 à Shigakogen et Madonna di Campiglio. Il marque des points jusque lors de la saison 2004-2005.
Dans les Championnats du monde, il est au mieux deux fois seizième en slalom en 2001 et 2005.
Durant la saison 2002-2003, il remporte deux courses dans la Coupe d'Europe.
Après une ultime saison de Coupe du monde en 2007-2008, il prend sa retraite sportive en 2009.

## Palmarès

### Jeux olympiques d'hiver
| Épreuve / Édition | Nagano 1998 | Salt Lake City 2002 | Turin 2006 |
| Slalom            | 31e         | Disqualifié         | 16e        |

### Championnats du monde
| Épreuve / Édition | Sierra Nevada 1996 | Sestrières 1997 | Vail/Beaver Creek 1999 | Sankt Anton 2001 | Saint-Moritz 2003 | Bormio 2005 | Åre 2007 |
| Slalom géant      | 26e                | Abandon         | 28e                    |                  | 26e               |             |          |
| Slalom            |                    |                 | 22e                    | 16e              | Abandon           | 16e         | Abandon  |

### Coupe du monde
- Meilleur classement général : 34e en 2001.
- Meilleur résultat : 4e.

| Saison/Classement | Général | Général | Slalom | Slalom |
| Saison/Classement | Class.  | Points  | Class. | Points |
| ----------------- | ------- | ------- | ------ | ------ |
| 2001              | 34e     | 222     | 11e    | 222    |
| 2002              | 78e     | 54      | 28e    | 54     |
| 2003              | 94e     | 42      | 36e    | 42     |
| 2004              | 72e     | 81      | 30e    | 81     |
| 2005              | 144e    | 4       | 59e    | 4      |

### Coupe d'Europe
- 2 victoires.

### Coupe nord-américaine
- 1 victoire.